# Hradiště nad Berounkou
Hradiště (deutsch Hradischt) ist eine Gemeinde mit 46 Einwohnern (Stand: 1. Januar 2023) in Tschechien. Sie liegt 14 Kilometer nördlich von Zbiroh im Pürglitzer Wald und gehört zum Okres Rokycany. Die Katasterfläche beträgt 284 ha.

## Geographie
Der Ort befindet sich im Radnitzer Bergland in 317 m ü. M. am rechten Hang des Berounkatals. Nördlich am gegenüberliegenden Ufer liegt der Bělidlo (371 m) und im Süden erhebt sich die Černá skalka (468 m). 
Nachbarorte sind Kostelík im Norden, Hřebečníky und Šlovice im Nordosten, Čilá im Osten, Podmokly im Süden, Zvíkovec im Südwesten sowie Chříč im Nordwesten.

## Geschichte
Die erste schriftliche Erwähnung des Dorfes stammt von 1318. Zuvor befand sich an der Stelle des Dorfes eine alte Burgstätte, deren keltischer Ursprung durch Funde von Regenbogenschüsselchen, insbesondere dem Münzschatz von Podmokl bestätigt wurde. 
Im Jahre 1843 bestand Hradischt/Hradisst aus 21 Häusern mit 167 Einwohnern. Pfarrort war Zwikowetz. Bis zur Mitte des 19. Jahrhunderts blieb Hradischt dem Fideikommiss Pürglitz untertänig.
1939 lebten in dem Dorf ca. 150 Menschen. Seitdem ist die Einwohnerzahl stark gesunken und mehr als 60 Häuser dienen als Feriendomizile Erholungszwecken im Biosphärenreservat Křivoklátsko.

## Sehenswürdigkeiten
- Kapelle und Christuskreuz am Dorfplatz
- Gedenkstein für im Krieg gefallene Einwohner

## Ortsgliederung
Für die Gemeinde Hradiště sind keine Ortsteile ausgewiesen.